# Marchantiana
Marchantiana is een geslacht van korstmossen behorend tot de familie Teloschistaceae. De typesoort is Marchantiana occidentalis.

## Soorten
Volgens Index Fungorum telt het geslacht twee soorten (peildatum maart 2022):
| Soortnaam                                  | Auteur(s)                                                                                           | Publicatiejaar |
| ------------------------------------------ | --------------------------------------------------------------------------------------------------- | -------------- |
| Marchantiana asserigena (Dof boomzonnetje) | (Stizenb.) Søchting & Arup                                                                          | 2018           |
| Marchantiana occidentalis                  | (Elix, S.Y. Kondr. & Kärnefelt) S.Y. Kondr., Kärnefelt, Elix, A. Thell, Jung Kim, A.S. Kondr. & Hur | 2014           |